# Римска бирема
Римската бирема е една от разновидностите на бирема, което представлява древен боен кораб с два реда гребци. Използван през Пуническите войни. Дължина около 30 м. Римляните копирали елинските кораби, но тъй като не разполагали са изкусни корабостроители, опитни моряци и добра дървесина, корабите са били по-бавни, по-неманеврени и по-тежки. Те обаче измислили абордажа. Абордажните мостчета, наречени „Гарвани“, били забивани с острите си куки в противниковата палуба. Римските пехотинци преминавали през тях и се справяли с врага както в сухопътен бой.